# Хуевая Одесса
Хуевая Одесса (также XYDESSA) — украинский развлекательно-новостной проект, посвящённый городу Одесса, созданный одесситами в 2019 году. Аудитория проекта составляет более миллиона подписчиков.

## История
Проект был создан одесситами в 2019 году. Он приобрёл популярность благодаря своей основной платформе — одноимённому Телеграм-каналу, а также сообществу в Instagram.
Основное внимание аудитории привлёк нестандартный и скандальный формат — редакторы не стесняются в выражениях и часто используют ненормативную лексику при оформлении новостей региона и развлекательных публикаций, что нетипично для других информационных ресурсов. По состоянию на 2024 год аудитория проекта составляет более миллиона подписчиков.

## Деятельность
Аудитория проекта «Хуевая Одесса» превышает миллион подписчиков. Проект включает основной канал в мессенджере Telegram «Хуевая Одесса», а также филиал XYDESSA LIVE с оперативными новостями и городскими событиями, которыми с редакцией делятся сами читатели. Проект также имеет YouTube-канал с уличными опросами одесситов на различные темы, который насчитывает более 100 000 подписчиков.
Проект не имеет многочисленной команды корреспондентов и журналистов, вместо этого работает по принципу оплаты за материалы от читателей — подписчики получают деньги за присланные фото и видео событий, которые попадают в публикации.
Контент проекта часто используется украинскими и международными СМИ, среди которых РБК-Украина, 24 Канал, The New York Times, The Sun, Обозреватель, УНИАН, ТСН, Suspilne.media, Дело, METRO, Фокус, и другие.

## Критика
Проект подвергается значительной критике и спекуляциям, в том числе из-за того, что информации о создателях проекта мало, и проект официально не зарегистрирован как средство массовой информации. В то же время количество просмотров и подписчиков превышает показатели основных одесских СМИ. Известно, что проект создан и ведётся командой одесситов, которые за пять лет работы не изменили состав и подходы к ведению.